# John Gauden
John Gauden, född 1605 i Mayland, Essex, död den 23 maj 1662, var en engelsk teolog och biskop.
John Gauden, som vid sin död var nyutnämnd biskop av Worcester, är mest känd som den sannolike författaren till det Karl I tillskrivna, i hans namn avfattade uppbyggelsearbetet Eikon Basilike, the portraicture of his sacred majestie in his solitudes and sufferings, vilket utgavs ungefär samtidigt med kungens avrättning (1649) och inom vida kretsar stämde befolkningens sinnen till dennes förmån. Efter restaurationen gjorde Gauden hos Karl II och dennes ministrar anspråk på att vara bokens författare och erhöll som lön därför också kyrklig befordran. Redan 1649 sattes Karl I:s författarskap till "Eikon Basilike" i fråga av Milton i dennes Eikonoklastes, en livlig polemik om författarskapet fördes under åren närmast efter 1688 års revolution, och ända in på sista tiden har skarpsinniga inlägg i denna tvistefråga gjorts till förmån såväl för Karl I:s som för Gaudens författarskap till boken.